# Articulación costovertebral
Las articulaciónes costovertebrales (articulationes costovertebrales) unen las costillas con las vértebras dorsales. Puede distinguirse la articulación de la cabeza de la costilla (articulatio capitis costae) y la articulación costotransversa (articulatio costotransversaria).

## Articulación de la cabeza de la costilla
Une la cabeza de la costilla con la fosita costal superior de la vértebra correspondiente y con la fosita costal inferior de la vértebra inmediatamente inferior. Está reforzada por el ligamento radiado, el ligamento intraarticular de la cabeza costal y el ligamento posterior. Cada costilla, desde la segunda a la décima, tiene dos superficies articulares en su cabeza, permitiendo su conexión con dos vértebras adyacentes, sin embargo las costillas primera, undécima y duodécima disponen de una sola superficie articular y se unen solamente con una vértebra.  

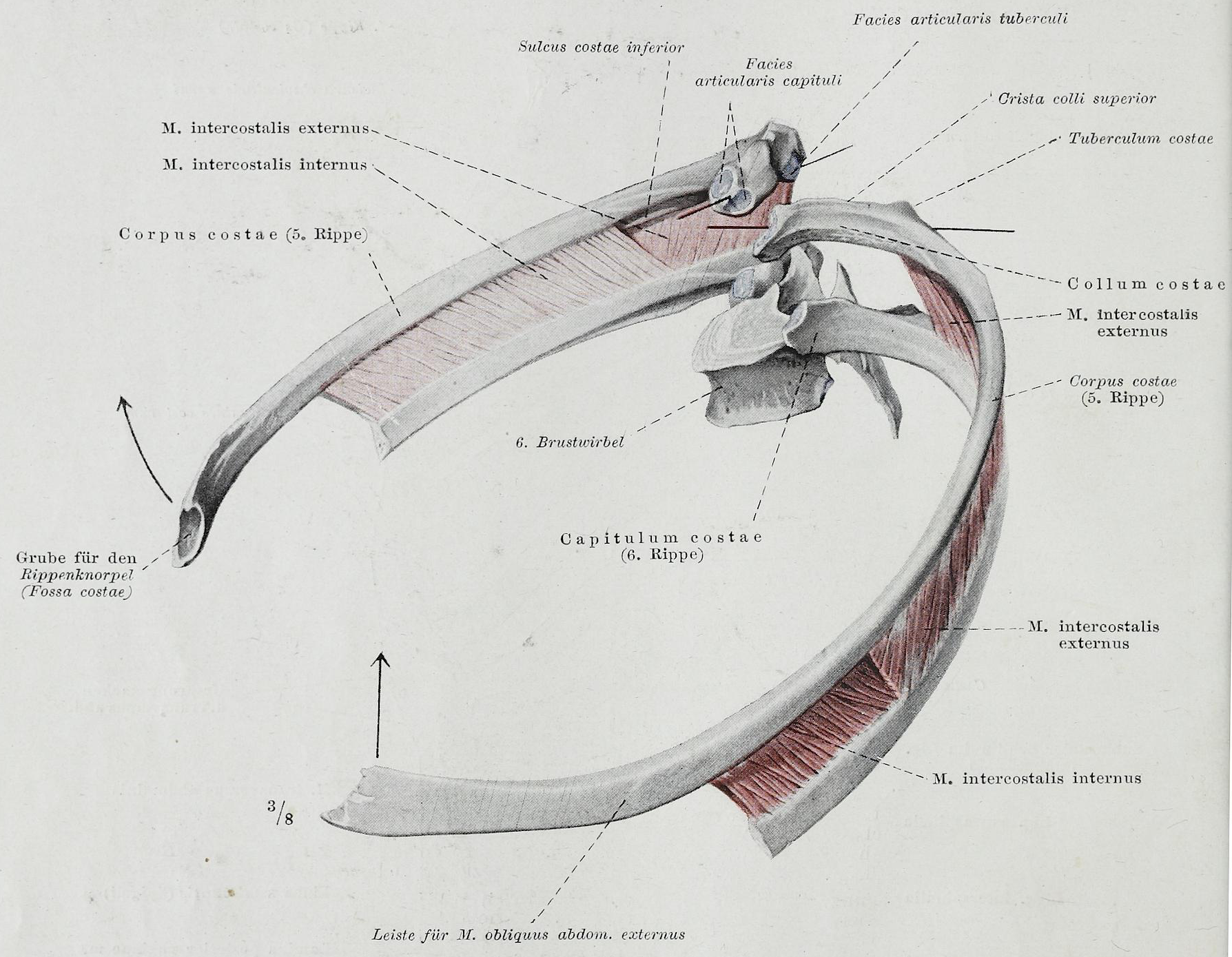

## Articulación costotransversa
Une el tubérculo costal con la apófisis transversa de la vértebra dorsal situado al mismo nivel.
 